# Полубеловрата мухоловка
Полубеловратата мухоловка (Ficedula semitorquata) е птица от семейство Мухоловкови (Muscicapidae). Среща се и в България.

## Физически характеристики
Полубеловратата мухоловка на дължина достига 11 – 12 cm.

## Начин на живот и хранене
Храни се с мухи, паячета и дребни насекоми.

## Допълнителни сведения
Защитен вид от закона!